# Marvel Studios: Legends
Marvel Studios: Legends è una docuserie televisiva statunitense creata per il servizio streaming Disney+, basata sui personaggi della Marvel Comics che compaiono nel Marvel Cinematic Universe (MCU). Prodotta dai Marvel Studios, in ogni puntata della serie viene messo in mostra un singolo personaggio o oggetto con filmati dei precedenti film del MCU e delle serie su Disney+, evidenziando i loro momenti salienti nel MCU.
La serie è stata annunciata nel dicembre 2020. Marvel Studios: Legends è stato presentato in anteprima l'8 gennaio 2021, con gli episodi successivi rilasciati poco prima della premiere di una serie Disney+, di uno speciale o della prima di un film. Ha ricevuto un'accoglienza positiva per aver aiutato gli spettatori, in particolar modo quelli occasionali, a ricordare i momenti più importanti del MCU, ricevendo tuttavia delle critiche per la mancanza di materiale inedito.

## Premessa
Mentre il Marvel Cinematic Universe continua ad espandersi, la miniserie commemora e riordina ciò che è avvenuto in precedenza, preparando il terreno per i futuri eventi. Ritroveremo quindi gli eroi, i nemici e i momenti principali all'interno del MCU. La miniserie tesse insieme le varie trame che costituiscono il Marvel Cinematic Universe.

## Puntate

### Stagione 1
| nº | Titolo originale        | Titolo italiano            | Pubblicazione    | Prodotto MCU correlato                     |
| -- | ----------------------- | -------------------------- | ---------------- | ------------------------------------------ |
| 1  | Wanda Maximoff          | Wanda Maximoff             | 8 gennaio 2021   | WandaVision                                |
| 2  | Vision                  | Visione                    | 8 gennaio 2021   | WandaVision                                |
| 3  | Falcon                  | Falcon                     | 5 marzo 2021     | The Falcon and the Winter Soldier          |
| 4  | Winter Soldier          | Il Soldato d'Inverno       | 5 marzo 2021     | The Falcon and the Winter Soldier          |
| 5  | Zemo                    | Barone Zemo                | 12 marzo 2021    | The Falcon and the Winter Soldier          |
| 6  | Sharon Carter           | Sharon Carter              | 12 marzo 2021    | The Falcon and the Winter Soldier          |
| 7  | Loki                    | Loki                       | 4 giugno 2021    | Loki (stagione 1)                          |
| 8  | The Tesseract           | Il Tesseract               | 4 giugno 2021    | Loki (stagione 1)                          |
| 9  | Black Widow             | Black Widow                | 7 luglio 2021    | Black Widow                                |
| 10 | Peggy Carter            | Peggy Carter               | 4 agosto 2021    | What If...? (stagione 1)                   |
| 11 | The Avengers Initiative | Iniziativa Avengers        | 4 agosto 2021    | What If...? (stagione 1)                   |
| 12 | The Ravagers            | I Ravagers                 | 4 agosto 2021    | What If...? (stagione 1)                   |
| 13 | The Ten Rings           | Shang Chi / I Dieci Anelli | 1 settembre 2021 | Shang-Chi e la leggenda dei Dieci Anelli   |
| 14 | Hawkeye                 | Occhio di Falco            | 24 novembre 2021 | Hawkeye                                    |
| 15 | Doctor Strange          | Doctor Strange             | 29 aprile 2022   | Doctor Strange nel Multiverso della Follia |
| 16 | Wong                    | Wong                       | 29 aprile 2022   | Doctor Strange nel Multiverso della Follia |
| 17 | Scarlet Witch           | Scarlet Witch              | 29 aprile 2022   | Doctor Strange nel Multiverso della Follia |
| 18 | Thor                    | Thor                       | 1 luglio 2022    | Thor: Love and Thunder                     |
| 19 | Jane Foster             | Jane Foster                | 1 luglio 2022    | Thor: Love and Thunder                     |
| 20 | Valkyrie                | Valchiria                  | 1 luglio 2022    | Thor: Love and Thunder                     |
| 21 | Bruce Banner            | Bruce Banner               | 10 agosto 2022   | She-Hulk: Attorney at Law                  |
| 22 | King T'Challa           | T'Challa                   | 4 novembre 2022  | Black Panther: Wakanda Forever             |
| 23 | Princess Shuri          | Shuri                      | 4 novembre 2022  | Black Panther: Wakanda Forever             |
| 24 | The Dora Milaje         | Le Dora Milaje             | 4 novembre 2022  | Black Panther: Wakanda Forever             |
| 25 | Mantis                  | Mantis                     | 23 novembre 2022 | Guardiani della Galassia Holiday Special   |
| 26 | Drax                    | Drax                       | 23 novembre 2022 | Guardiani della Galassia Holiday Special   |

### Stagione 2
| nº | Titolo originale            | Titolo italiano          | Pubblicazione     | Prodotto MCU correlato            |
| -- | --------------------------- | ------------------------ | ----------------- | --------------------------------- |
| 27 | Ant-Man                     | Ant-Man                  | 10 febbraio 2023  | Ant-Man and the Wasp: Quantumania |
| 28 | Wasp                        | Wasp                     | 10 febbraio 2023  | Ant-Man and the Wasp: Quantumania |
| 29 | Hank & Janet                | Hank & Janet             | 10 febbraio 2023  | Ant-Man and the Wasp: Quantumania |
| 30 | Peter Quill                 | Peter Quill              | 28 aprile 2023    | Guardiani della Galassia Vol. 3   |
| 31 | Gamora                      | Gamora                   | 28 aprile 2023    | Guardiani della Galassia Vol. 3   |
| 32 | Nebula                      | Nebula                   | 28 aprile 2023    | Guardiani della Galassia Vol. 3   |
| 33 | Rocket                      | Rocket                   | 28 aprile 2023    | Guardiani della Galassia Vol. 3   |
| 34 | Kraglin                     | Kraglin                  | 28 aprile 2023    | Guardiani della Galassia Vol. 3   |
| 35 | Groot                       | Groot                    | 28 aprile 2023    | Guardiani della Galassia Vol. 3   |
| 36 | Nick Fury                   | Nick Fury                | 14 giugno 2023    | Secret Invasion                   |
| 37 | Maria Hill                  | Maria Hill               | 14 giugno 2023    | Secret Invasion                   |
| 38 | Talos & the Skrulls         | Talos & the Skrulls      | 14 giugno 2023    | Secret Invasion                   |
| 39 | Everett Ross                | Everett Ross             | 14 giugno 2023    | Secret Invasion                   |
| 40 | James Rhodes                | James Rhodes             | 14 giugno 2023    | Secret Invasion                   |
| 41 | TVA                         | TVA                      | 29 settembre 2023 | Loki (stagione 2)                 |
| 42 | Variants                    | Varianti                 | 29 settembre 2023 | Loki (stagione 2)                 |
| 43 | Carol Danvers               | Carol Danvers            | 3 novembre 2023   | The Marvels                       |
| 44 | Kamala Khan                 | Kamala Khan              | 3 novembre 2023   | The Marvels                       |
| 45 | Monica Rambeau              | Monica Rambeau           | 3 novembre 2023   | The Marvels                       |
| 46 | Guardians of the Multiverse | Guardiani del Multiverso | 15 dicembre 2023  | What If...? (stagione 2)          |
| 47 | Riri Williams               |                          | 13 giugno 2025    | Ironheart                         |

### Stagione 3
| nº | Titolo originale | Titolo italiano | Pubblicazione  | Prodotto MCU correlato |
| -- | ---------------- | --------------- | -------------- | ---------------------- |
| 48 | War Dogs         |                 | 29 luglio 2025 | Eyes of Wakanda        |

## Produzione
Marvel Studios: Legends è stata annunciata nel dicembre 2020. Molti commentatori pensarono che la serie televisiva fosse un clip show e un buon modo per far vedere agli spettatori la storia di un preciso personaggio e consentire agli spettatori occasionali un modo rapido per recuperare le informazioni essenziali senza dover guardare ore di contenuti del MCU. Chaim Gartenberg di The Verge ha anche paragonato la serie ai riassunti di una pagina che Marvel Comics utilizza per catturare allo stesso modo i lettori per le storie in corso.
La serie presenta brevi puntate costituite dai filmati dei film del MCU con lo scopo di narrare la storia e lo sviluppo di un personaggio. Matt Goldberg di Collider ritenne che Marvel Studios: Legends non fosse costato a Disney o ai Marvel Studios "qualcosa di più del lavoro di qualche editore e un po' di musica" per produrre le puntate date la durata e il contenuto di ogni puntata. Nel febbraio 2021, dopo l'annuncio di un'altra docuserie dei Marvel Studios Assembled, alcuni commentatori dirono che Assembled è una serie complementare a Legends, dal momento che Assembled presenta il materiale dietro le quinte dopo un film o una serie del MCU. Sempre a febbraio sono stati annunciati 4 nuove puntate dedicate a Falcon, Soldato d'Inverno, Zemo e Sharon Carter.

## Distribuzione
Marvel Studios: Legends ha distribuito i suoi primi due episodi l'8 gennaio 2021 su Disney+. Con i Marvel Studios che non hanno detto quale sarebbe stato il programma di rilascio delle puntate in quel momento, Dan Auty di GameSpot ha definito che le puntate sarebbero state probabilmente pubblicate prima di ogni nuova serie Marvel di Disney+ nei prossimi anni.

## Accoglienza
Matt Goldberg di Collider ha descritto Legends come "elaborati fan video che offrono promozioni incrociate in una nuova cosa Marvel" che "non era male". Tuttavia, desiderava che la serie "offrisse qualcosa di nuovo", come gli attori "che parlassero dei loro personaggi ed offrissero un nuovo teaser per ciò che veniva promosso", ma sentiva che Legends era un "contenuto per riassumere in alcuni video i film del MCU altamente prodotto". Charlie Ridgely scrivendo per Comicbook.com ha detto che Legends è "incredibilmente utile" dato che non c'era stato alcun nuovo contenuto del MCU nel 2020. Anche se gli spettatori hanno già familiarità con le storie del personaggio evidenziato nella puntata potrebbero non vedere la necessità delle puntate poiché erano "letteralmente solo un riepilogo di ciò che è accaduto nei film", ha ritenuto che fosse ancora "un ottimo aggiornamento" e "un ottimo strumento" per gli spettatori interessati ai nuovi contenuti Marvel Disney+ che "forse non sono così coinvolti nel MCU più grande... permettendo a tutti di essere su una simile livello". Alcuni spettatori sono rimasti delusi dalla serie, aspettandosi una serie di documentari più approfondita con i creatori che fornivano interviste e non un clip show.